# Sophronica partefuscipennis
Sophronica partefuscipennis là một loài bọ cánh cứng trong họ Cerambycidae.